# The Spy's Defeat
The Spy's Defeat è un cortometraggio muto del 1913 scritto e diretto da Harry McRae Webster.

## Trama
Nel corso della guerra franco-prussiana, una spia russa riesce a ipnotizzare la figlia del primo ministro tedesco per riuscire, tramite la ragazza, ad accedere ai documenti del padre.

## Produzione
Il film fu prodotto dalla Essanay Film Manufacturing Company.

## Distribuzione
Distribuito dalla General Film Company, il film - un cortometraggio in due bobine - uscì nelle sale cinematografiche statunitensi il 31 marzo 1913.